# SCH-107 Scheveningen (schip, 1916)

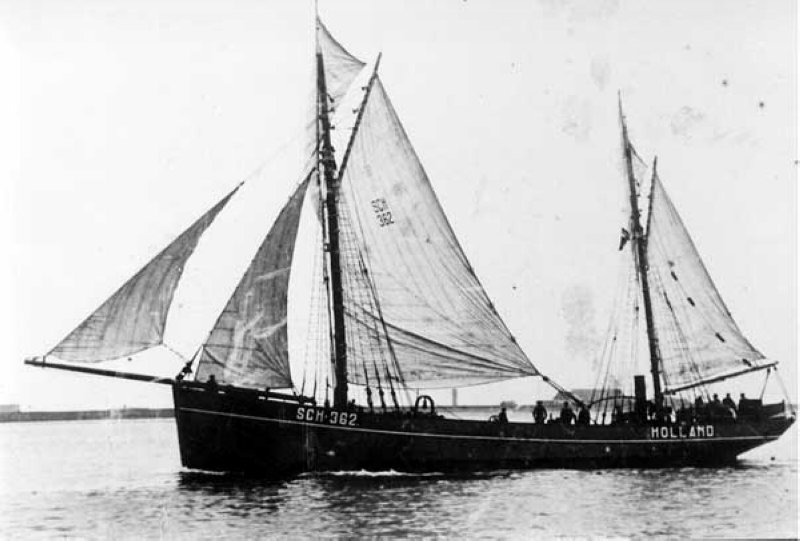
SCH 362 met volle tuigage (1917 of 1918)

De SCH 107 was een omgekeerde motorlogger die Scheveningen als thuishaven had. Hij was bestemd om met de vleet op haring te vissen.

## De bouw
De SCH 107 werd in 1916 op de scheepswerf van A. de Jong in Vlaardingen gebouwd. De logger was kitsgetuigd. Er zat bij de bouw een motor in van 90pk.

De logger werd een omgekeerde logger genoemd en ook wel een linkse logger. Dit was omdat de vleet bij deze logger over bakboord werd binnengehaald, terwijl dat bij de meeste loggers over stuurboord gebeurde. Het gevolg was dat de  breels- en blazenkrebbe aan stuurboord waren.

## Eigenaren
De eerste eigenaar was scheepswerf Albert de Jong in Vlaardingen. Het registratienummer was toen SCH 362 en de naam Scheveningen. 
In 1919 werd de logger verkocht aan H.G. Lammens uit Katwijk, waarna het registratienummer KW 169 werd. Hij noemde de logger Viking en liet er een zwaardere motor van 220pk inbouwen.

In 1924 verkocht Lammens de Viking aan Visserij Maatschappij Na Lijden Verblijden, ook uit Katwijk. De Viking werd omgedoopt in Aleida.

In 1933 werd de logger gekocht door W.C. van de Toorn & J.C. Pronk uit Scheveningen. Het registratienummer werd SCH 107 en de naam ook Scheveningen.  De volgende schippers waren M. Taal (1934-1936), J. Bal (1937-1940 en 1947-1948) en W. van den Oever (1949-1956), die het schip in 1949 liet verlengen tot 35 meter.  
In 1958 werd de logger voor de sloop verkocht aan de firma Boelens in Antwerpen.
Oorlogsjaren
In 1940 werd de logger door de Duitse bezetters gevorderd. Drie Engelandvaarders, Jean Mesritz, Erik Michielsen en Carel Kranenburg, wilden naar Engeland oversteken en hebben op 13 augustus 1940 geprobeerd het schip te kapen, hetgeen mislukte. In 1947 kreeg de wetmatige eigenaar zijn schip terug.